# Johannes Paulus Lotsy
Johannes Paulus Lotsy ( 11 de abril de 1867, Dordrecht — 17 de noviembre de 1931, Voorburg), fue un botánico neerlandés, especializado en evolución y herencia.

## Algunas publicaciones
- 1928. Voyages of exploration to judge of the bearing of hybridization upon evolution (Genetica : nederlandsch tijdschrift voor erfelijheids- en afstammingsleer). Ed. M. Nijhoff

- 1922a. Van den Atlantischen Oceaan naar de Stille Zuidzee

- 1922b. A popular account of evolution. The Cawthron institute, Nelson, Nueva Zelanda. Cawthron lecture. Ed. R.W. Stiles & Co. 22 pp.

- 1915. Het Tegenwoordige Standpunt der Evolutie-leer

- 1911a. Série IIIA. Sciences exactes. 1-4. Rédigées par J. P. Lotsy)

- 1911b. Vorträge über botanische stammesgeschichte (Conferencias sobre historia de la tribu botánica): bd. Cormophyta siphonogamia. Volumen 3, Parte 1. Editor G. Fischer

- 1911c. Progressus rei botanicae: Fortschritte der botanik. Progrès de la botanique. Progress of botany. Volumen 4. Editor G. Fischer

- 1908. Vorlesungen über deszendenztheorien mit besonderer berücksichtigung der botanischen seite der frage gehalten an der Reichsuniversität zu Leiden (Conferencias sobre teoría de la descendencia, con especial referencia a la parte botánica de la cuestión celebrado en la Universidad Estatal de Leiden). Volumen 2. Editor G. Fischer

- 1906a. Résultats scientifiques du Congrès international de botanique, Vienne, 1905. Wissenschaftliche Ergebnisse des Internationalen botanischen Kongresses, Wien, 1905 ... Redigiert von J. P. Lotsy ... Mit ... 1 Karte, etc

- 1906b. Vorlesungen über Deszendenztheorien, mit besonderer Berücksichtigung der botanischen Seite der Frage, gehalten an der Reichsuniversität zu Leiden, etc

- 1898. De localisatie van het alcaloid in Cinchona calisaya Ledgeriana en in Cinchona succirubra. Editor Landsdrukkerij

- 1894a. A contribution to the investigation of the assimilation of free atmospheric nitrogen by white and black mustard. Bulletin / U.S. Department of Agriculture, Office of Experiment Stations. G.P.O. 19 pp.

- 1894b. The herbarium and library of Capt. John Donnell Smith. 11 pp.

- 1893. The formation of the so-called Cypress-knees on the roots of the Taxodium distichum, Richard.

### Libros
- 2008. Evolution By Means Of Hybridization. Reeditado Maudsley Press. 176 pp. ISBN 978-1-4097-0261-0

- 2003. Genetic conflict and evolution. Volúmenes 117-118, N.º 2-3 de Origin and Evolution of New Gene Functions, Manyuan Long. Editor Kluwer Academic Publ. 198 pp. ISBN 1402013965

- 2002. Development of genetic sexing strains for fruit fly sterile insect technology. Volúmenes 115-116, N.º 2-3 de Genetics of Mate Choice: From Sexual Selection to Sexual Isolation, William J. Etges. Editor	Kluwer Academic Publishers, 254 pp. ISBN 1402010222

- 1983. Genetica. Volúmenes 62-64. Con Marius Jacob Sirks, Havik Nicolaas Kooiman. Editor W. Junk

- 1975. Evolution considered in the light of hybridization: Lectures delivered at the University Colleges of the New Zealand University, 1925. Con Leonard Cockayne. Editor Canterbury College, 66 pp.

- 1930. Van den Atlantischen Oceaan naar de Stille Zuidzee (Desde el Atlántico hasta el Pacífico: Diario de un botánico que no sólo veía a las plantas). Editor	G. Naeff. 491 pp.

- 1928. A Popular Account of Evolution. 22 pp.

- 1926. Resumptio genetica. Volumen 1. Con Havik Nicolaas Kooiman, Wouterus Adrianus Goddijn. Editor M. Nijhoff. 265 pp.

- 1925. Evolution considered in the light of hybridization. Ed. Canterbury College by Andrews, Baty & Co. 66 pp.

- 1921. Het evolutie-vraagstuk (La cuestión evolutiva). Editor M. Nijhoff, 58 pp.

- 1917a. Over Oenothera lamarckiana als type van een nieuwe groep van organismen: die der kernchimèren, benevens beschouwingen over de waarde der genenhypothese in de erfelijksheids- en evolutieleer (En Oenothera lamarckiana como un tipo de nuevo grupo de organismos: los de kernchimèren, además de reflexiones sobre el valor de la hipótesis de evolución de genes). Editor M. Nijhoff, 52 pp.

- 1917b. De wereeldbeschouwing van een natuuronderzoeker, in verband met de voorgestelde wijziging van art. 192 der Grondwet (Cosmovisión de un científico, en relación con la propuesta de enmienda del art. 192 de la Constitución). Editor M. Nijhoff, 150 pp.

- 1907. Vorträge über botanische Stammesgeschichte gehalten an der Reichsuniversität zu Leiden. Ein Lehrbuch der Pflanzensystematik (Conferencias sobre historia de la tribu botánica de la Universidad Estatal de Leiden. Un libro de texto de Sistemática Vegetal). Con ilustraciones

- 1906. Vorlesungen über Deszendenztheorien mit besonderer Berücksichtigung der botanischen Seite der Frage: gehalten an der Reichsuniversität zu Leiden (Conferencias sobre teoría de la descendencia, con especial atención a la parte botánica de la cuestión, que se celebró en la Universidad Estatal de Leiden). Editor Verlag von Gustav Fischer, 799 pp.

- 1899. Rhopalocnemis Phalloides Jungh: A morphological-systematical study. Ed. E.J. Brill. 101 pp.

- 1898. Contributions to the life-history of the genus Gnetum. Ed. E.J. Brill. 114 pp.

## Honores

### Epónimos
- (Lamiaceae) Leucophae lotsyi Pit.[1]

- (Lamiaceae) Sideritis lotsyi (Pit.) Ceballos & Ortuno[2]
- La abreviatura «Lotsy» se emplea para indicar a Johannes Paulus Lotsy como autoridad en la descripción y clasificación científica de los vegetales.[3]